# Lista localităților din Germania - Q
| Localitățile din Germania - ghid alfabetic A \| B \| C \| D \| E \| F \| G \| H \| I \| J \| K \| L \| M \| N \| O \| P \| Q \| R \| S \| T \| U \| V \| W \| X-Y \| Z Lista parțială a localităților din Germania - Ultima actualizare: 8.9.2007 |

Quakenbrück |
Quarnbek |
Quarnstedt |
Quaschwitz |
Quedlinburg |
Queidersbach |
Queienfeld |
Quellendorf |
Quendorf |
Quenstedt |
Querenhorst |
Querfurt |
Quern |
Quernheim |
Querstedt |
Questenberg |
Quickborn |
Quickborn |
Quiddelbach |
Quierschied |
Quirla |
Quirnbach |
Quirnbach/Pfalz |
Quirnheim |
Quitzdorf am See |